# 普門院 (東京都北区)
普門院（ふもんいん）は、東京都北区にある真言宗智山派の寺院。

## 概要
創建年代は不明である。
当院の山門は、石門の上に楼閣を構える独特の形（伽話「浦島太郎」に出てくる竜宮城の門のイメージ）をしている。
また境内には、ブッダガヤの寺院を模した納骨堂がある。

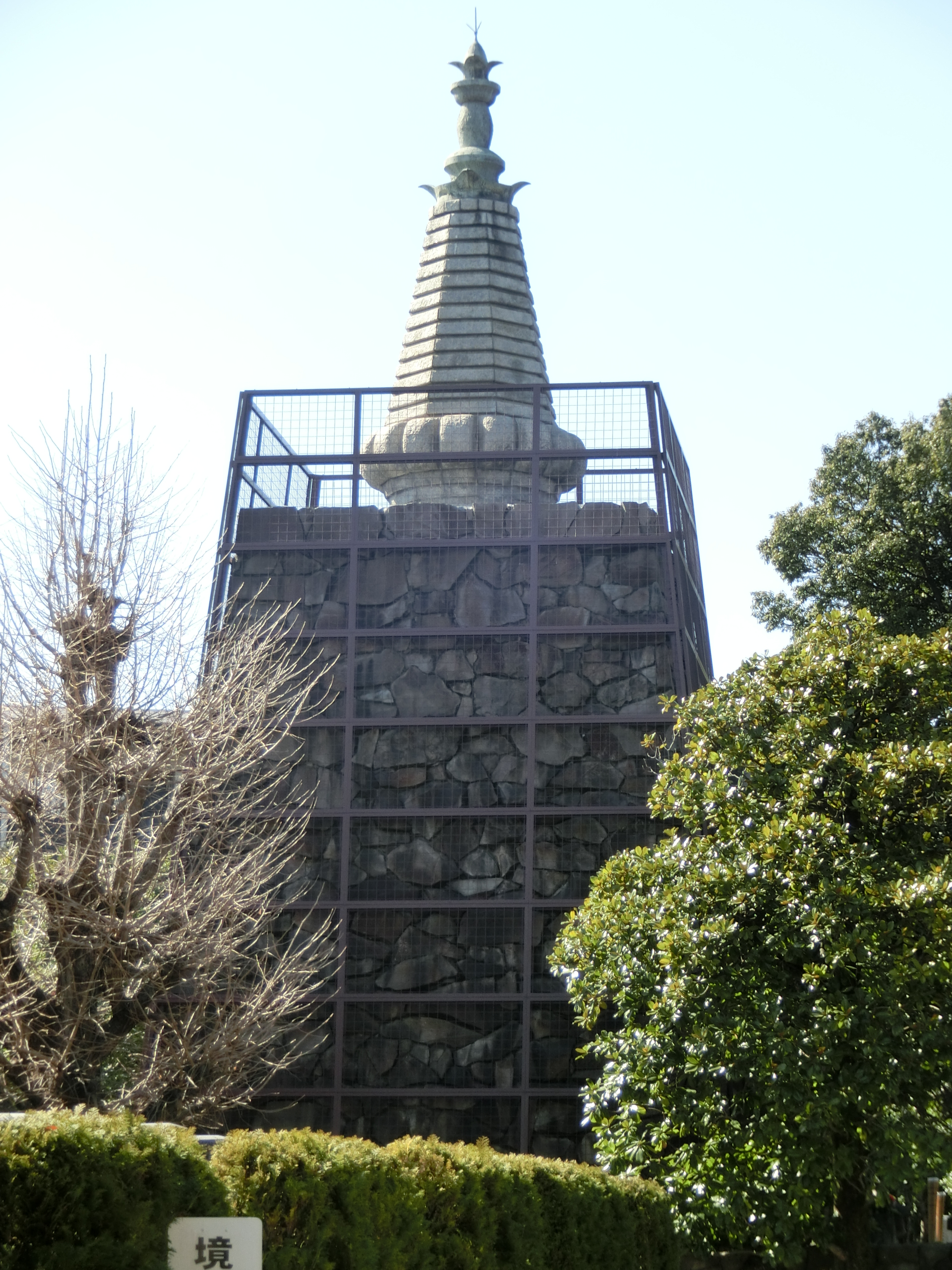
納骨堂

## 交通アクセス
- 赤羽駅より徒歩7分。